# حمورابي (لعبة فيديو)
حمورابي (بالإنجليزية: Hamurabi)‏ هي لعبة فيديو إستراتيجية إدارة الموارد أنتجت في سنة 1968 وقد تم تطويرها من شركة ديجيتال إكوبمينت وهي أول لعبة تقوم بتطويرها هذه الشركة وسميت تيمناً بالملك البابلي حمورابي.